# 恩格尔伍德大道站
恩格尔伍德大道站（英語：Englewood Avenue station）是位于马萨诸塞州布鲁克莱恩的地面轻轨站。车站在灯塔街行车道之间的分隔带中，恩格尔伍德大道西侧，波士顿轻轨绿线C支线在此站停靠。迪恩路站共有两座侧式站台，车站并不是无障碍车站。

## 车站结构
| G 街道/站台层 | 侧式站台，右侧开门 | 侧式站台，右侧开门        |
| G 街道/站台层 | 出城               | 往克利夫兰环岛 （终点站） |
| G 街道/站台层 | 入城               | 往波士顿北站 （迪恩路）   |
| G 街道/站台层 | 侧式站台，右侧开门 |                           |